# Liste der Kulturdenkmale in Heiligenstedten
In der Liste der Kulturdenkmale in Heiligenstedten sind alle Kulturdenkmale der schleswig-holsteinischen Gemeinde Heiligenstedten (Kreis Steinburg) aufgelistet (Stand: 31. März 2025).

## Legende
In den Spalten befinden sich folgende Informationen:
- Objekt-ID: die Nummer des Kulturdenkmales
- Lage: die Adresse des Kulturdenkmales und die geographischen Koordinaten. Kartenansicht, um Koordinaten zu setzen. In der Kartenansicht sind Kulturdenkmale ohne Koordinaten mit einem roten Marker dargestellt und können in der Karte gesetzt werden. Kulturdenkmale ohne Bild sind mit einem blauen Marker gekennzeichnet, Kulturdenkmale mit Bild mit einem grünen Marker.
- Offizielle Bezeichnung: Bezeichnung des Kulturdenkmales
- Beschreibung: die Beschreibung des Kulturdenkmales
- Bild: ein Bild des Kulturdenkmales

## Sachgesamtheiten
| Objekt-ID      | Lage                                              | Offizielle Bezeichnung | Beschreibung | Bild                             |
| -------------- | ------------------------------------------------- | ---------------------- | --- | -------------------------------- |
| 41027 Wikidata | Hauptstraße (53° 55′ 49″ N, 9° 28′ 10″ O)         | Kirche St. Marien      | Aktualisierung vorgesehen - Begründung: geschichtlich, künstlerisch, städtebaulich, Kulturlandschaft prägend - Schutzumfang: Kirche St. Marien mit Ausstattung, Glockenstuhl, Kirchhof, Grabmale bis 1870, Kirchhofsgitter, Lindenkranz (Restbestand) | weitere Fotos \| Fotos hochladen |
| 32819 Wikidata | Schloßstraße 13, 36 (53° 55′ 48″ N, 9° 28′ 27″ O) | Gut Heiligenstedten    | Gut Heiligenstedten; auf 15. Jh. zurückgehend, 1769, N.-H. Jardin, 1851-53 J. E. Mose; Anlage aus Herrenhaus (1769), symmetrisch vorgelagerten Torhäusern (um 1780), ehem. Gutsgarten mit Brücken, Gräben und einem Obelisken (1790), am Rande ehem. Gärtnerhaus des 19. Jhs. - Begründung: geschichtlich, künstlerisch, städtebaulich, Kulturlandschaft prägend - Schutzumfang: Herrenhaus, Torhäuser, Gutsgarten mit Gräben, Obelisk, Brücken (Schloßstraße 13); ehem. Gärtnerhaus (Schloßstraße 36) | weitere Fotos \| Fotos hochladen |

## Bauliche Anlagen
| Objekt-ID      | Lage                                          | Offizielle Bezeichnung            | Beschreibung | Bild                             |
| -------------- | --------------------------------------------- | --------------------------------- | --- | -------------------------------- |
| 10231 Wikidata | Brückenstraße 7 (53° 55′ 45″ N, 9° 28′ 12″ O) | Brückenwärterhaus                 | Brückenwärterhaus; vermutlich Anfang 19. Jahrhundert; Fachwerkhaus mit Backsteinausfachung, abgewalmtes Reetdach - Begründung: geschichtlich, städtebaulich - Schutzumfang: gesamtes Objekt - Denkmaltyp: Bauliche Anlage | BW                               |
| 1540 Wikidata  | Hauptstraße (53° 55′ 49″ N, 9° 28′ 10″ O)     | Kirche St. Marien mit Ausstattung | Das heutige Kirchengebäude stammt vom Ende des 13. Jahrhunderts; ihr heutiges Aussehen erhielt sie durch Umbauten im Jahre 1580. 1826 wurde die Kirche, die bis dahin auf einer Wurt im Außendeich lag, eingedeicht. Noch heute liegt der Kirchenraum einige Stufen tiefer als der Zugang. Alteintragung (Aktualisierung vorgesehen) - Begründung: geschichtlich, künstlerisch, städtebaulich - Schutzumfang: Kirche St. Marien mit Ausstattung, Glockenstuhl - Denkmaltyp: Bauliche Anlage, Sachgesamtheit: Kirche St. Marien | weitere Fotos \| Fotos hochladen |
| 1675 Wikidata  | Schloßstraße (53° 55′ 48″ N, 9° 28′ 30″ O)    | Herrenhaus                        | Das Schloss Heiligenstedten in Heiligenstedten bei Itzehoe in Schleswig-Holstein ist der Mittelpunkt eines früheren Adeligen Gutes. Obwohl nach dieser Definition eigentlich ein Herrenhaus, hat sich für das Bauwerk in der Allgemeinheit seit geraumer Zeit die Bezeichnung eines Schlosses durchgesetzt. Der Bau gründet auf einem befestigten Herrensitz des 16. Jahrhunderts im Störgebiet. Herrenhaus; 1769, N.-H. Jardin, 1851-53 J. E. Mose; neunachsiger Putzbau, zweigeschossig über hohem Souterrain, Walmdach, gartenseitig polygonaler Mittelrisalit, im Innern achteckiger Gartensaal, Rokoko-Stuckdecke und gewölbte Keller - Begründung: geschichtlich, künstlerisch, städtebaulich, Kulturlandschaft prägend - Schutzumfang: gesamtes Objekt - Denkmaltyp: Bauliche Anlage, Sachgesamtheit: Gut Heiligenstedten | weitere Fotos \| Fotos hochladen |
| 82 Wikidata    | Schloßstraße (53° 55′ 40″ N, 9° 28′ 37″ O)    | Obelisk                           | Der Obelisk wurde 1796 von Otto Blome I. zur Erinnerung an seinen 1784 verstorbenen Bruder Wulf von Blome errichtet. Obelisk; 1790, G.F. Biesolt; Lage im Südzipfel des ehemaligen Gutsparks, schlanker stelenartiger Obelisk, Verkleidung Sandsteinplatten - Begründung: geschichtlich, künstlerisch, städtebaulich, Kulturlandschaft prägend - Schutzumfang: gesamtes Objekt - Denkmaltyp: Bauliche Anlage, Sachgesamtheit: Gut Heiligenstedten | Fotos hochladen                  |

## Bauliche Anlagen und Gründenkmale
| Objekt-ID      | Lage                                          | Offizielle Bezeichnung | Beschreibung | Bild            |
| -------------- | --------------------------------------------- | ---------------------- | --- | --------------- |
| 10234 Wikidata | Hauptstraße (53° 55′ 50″ N, 9° 28′ 9″ O)      | Kirchhof               | Alteintragung (Aktualisierung vorgesehen) - Begründung: geschichtlich, Kulturlandschaft prägend - Schutzumfang: Kirchhof, Grabmale bis 1870, Kirchhofsgitter, Lindenkranz (Restbestand) - Denkmaltyp: Gründenkmal, Sachgesamtheit: Kirche St. Marien | Fotos hochladen |
| 446 Wikidata   | Schloßstraße 13 (53° 55′ 50″ N, 9° 28′ 33″ O) | Gutsgarten             | Gutsgarten; auf Anlage von 1769 zurückgehend, G. F. Biesolt; bestehend Ehrenhof, aus Hausgarten um das Herrenhaus mit Solitären und Lustgarten im Süden, zugehörige Gräben, Brücken und ein Obelisk - Begründung: geschichtlich, städtebaulich, Kulturlandschaft prägend - Schutzumfang: Gutsgarten, Gräben - Denkmaltyp: Gründenkmal, Sachgesamtheit: Gut Heiligenstedten | Fotos hochladen |

## Ehemalige Kulturdenkmale
| Objekt-ID | Lage                                      | Offizielle Bezeichnung      | Beschreibung | Bild                             |
| --------- | ----------------------------------------- | --------------------------- | --- | -------------------------------- |
| Wikidata  | Schloßstraße (53° 55′ 46″ N, 9° 28′ 9″ O) | Klappbrücke Heiligenstedten | Eine Störbrücke gibt es in Heiligenstedten seit 1442; zuvor führte lediglich ein Holzsteg über den Fluss. 1777 wurde die Brücke zu einer Holzklappbrücke umgebaut. Die heutige Brücke ist ein Ende 1967 fertiggestellter Bau, der nötig wurde, nachdem die bisherige Brücke 1966 bei einer Schiffskollision vollständig zerstört worden war. Sie wird vom Kreis Steinburg betrieben. | weitere Fotos \| Fotos hochladen |

## Quelle
- Liste der Kulturdenkmale in Schleswig-Holstein – Kreis Steinburg